# Каланхое
Каланхо́е, или Каланхо́э (лат. Kalánchoë), — род суккулентных растений семейства Толстянковые (Crassulaceae), произрастающих в тропической и Южной Африке, Южной и Юго-Восточной Азии и в тропиках Южной Америки. Представители близкородственного рода Бриофиллюм (Bryophyllum Salisb.) включают в род Каланхое. Некоторые виды — популярные комнатные растения.

## Название
Родовое латинское (научное) название Kalanchoe происходит от китайского «Kalan Chauhuy», что переводится как «то, что падает и растет», поскольку у некоторых видов дочерние растения образуются прямо на листьях, затем падают и могут прорасти, или возможно, в отношении луковиц (хотя никакие таксоны луковичных растений не являются аборигенными для Китая). По другой версии (Genaust 1996) от древнеиндийского «kalanka-», что означает «пятно» или «ржавчину», и «chaya», что переводится как «блеск», возможно, из-за блестящих, а иногда и красноватых листьев индийского Kalanchoe laciniata.

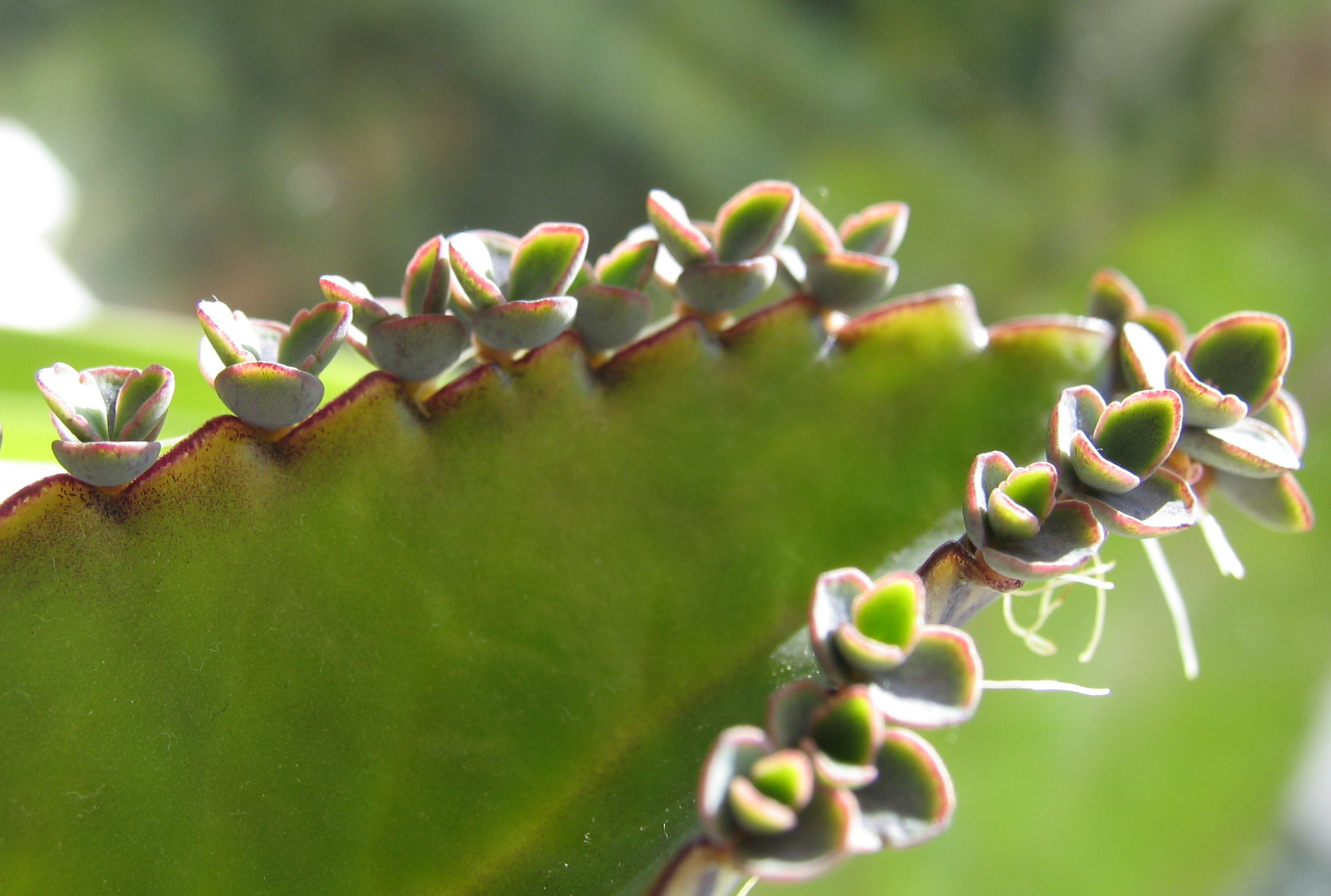
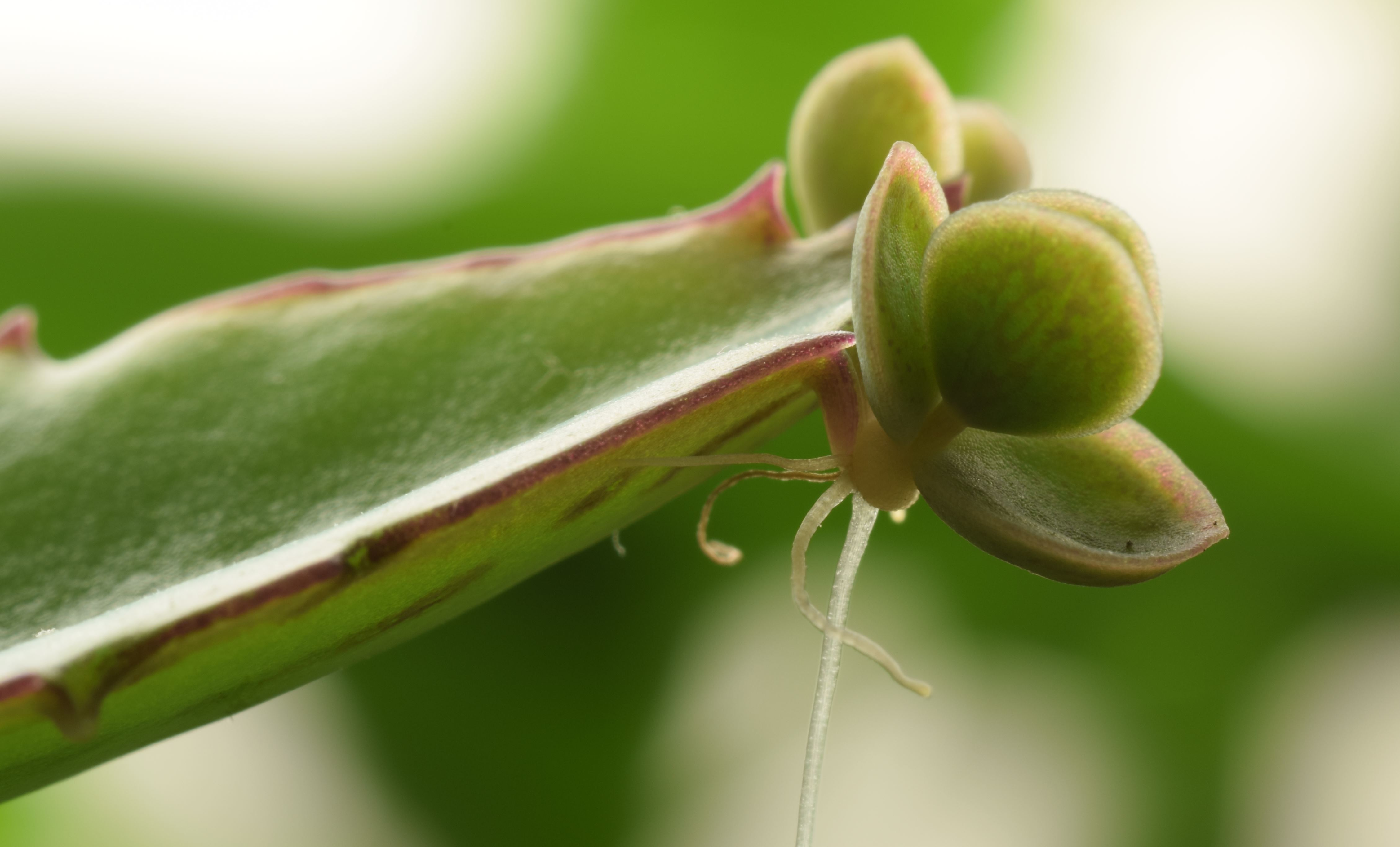

## Ботаническое описание

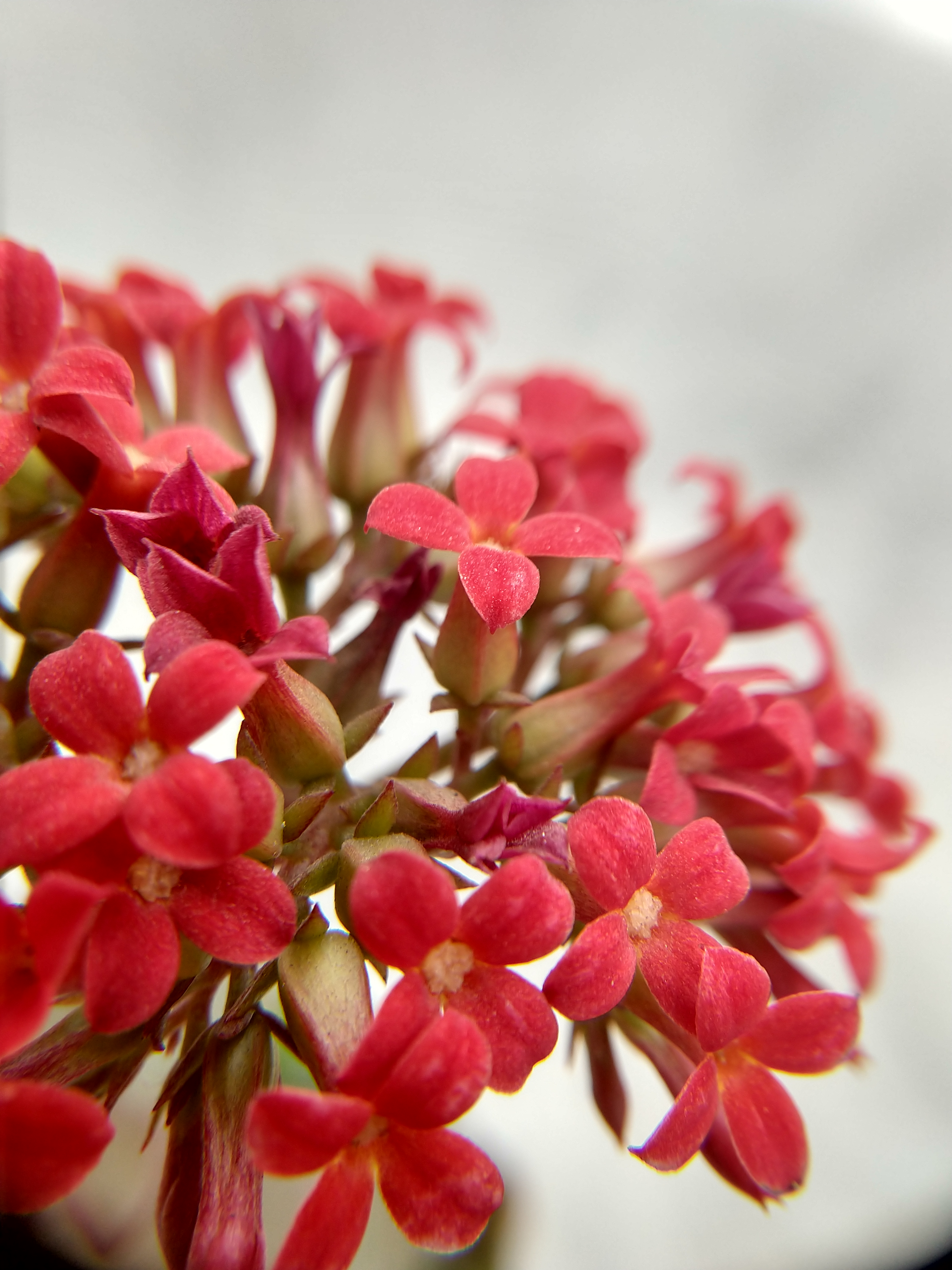
Цветки Каланхое Блоссфельда (Kalanchoe blossfeldiana)

Представители рода — голые или опушённые суккулентные растения от нескольких сантиметров до 3—4 метров высотой, среди которых есть эпифиты и лианы. У многих видов на листьях и в соцветиях образуются почки, из которых развиваются новые растения. Ранее эти виды объединялись в род Bryophyllum, который в настоящее время рассматривается как одна из трёх секций рода каланхое.
Листья разнообразны по форме, расположены обычно супротивно, иногда в мутовках по три, редко очередные, часто со стеблеобъемлющим черешком или основанием, сочные, простые, цельнокрайные или зубчатые, лопастные, перистонадрезанные или перистораздельные.
Соцветие терминальное, обычно трёхчастное, метельчатое типа ложного зонтика. Очень часто цветонос покрыт постепенно уменьшающимися кверху листьями.
Цветки четырёхчленные, прямостоячие или поникающие, довольно крупные, белые, розовые, фиолетовые, зеленоватые, жёлтые, красноватые или красные. Лепестки могут более или менее срастаться в трубку. Трубчатые цветки каланхое перистого, напоминающие колокольчики, опыляются птицами. Восемь тычинок расположены в двух кругах, в различной степени срастаясь с трубкой.
Плод — многосемянная листовка.
Размножается семенами, черенками и выводковыми почками.

## Болезни и вредители
Каланхое может поражать мучнистый червец, это заболевание можно узнать по белым клубкам на стеблях и листьях растения. Вредителя удаляют ватным тампоном, смоченным в спирте.
Избыток влаги вызывает загнивание каланхое. Поврежденные листья нужно удалять для профилактики заболеваний.

## Таксономия
Kalanchoe Adans., первое упоминание в Fam. Pl. 2: 248 (1763).

#### Синонимы
Гетеротипные (основанные на разных номенклатурных типах):
- Baumgartenia Tratt. (1816)
- Bryophyllum Salisb. (1805)
- Crassuvia Comm. ex Lam. (1786)
- Geaya Costantin & Poiss. (1908)
- Kitchingia Baker (1881)
- Meristostylus Klotzsch (1861)
- Physocalycium Vest (1820)
- Vereia Andrews (1798)

## Виды

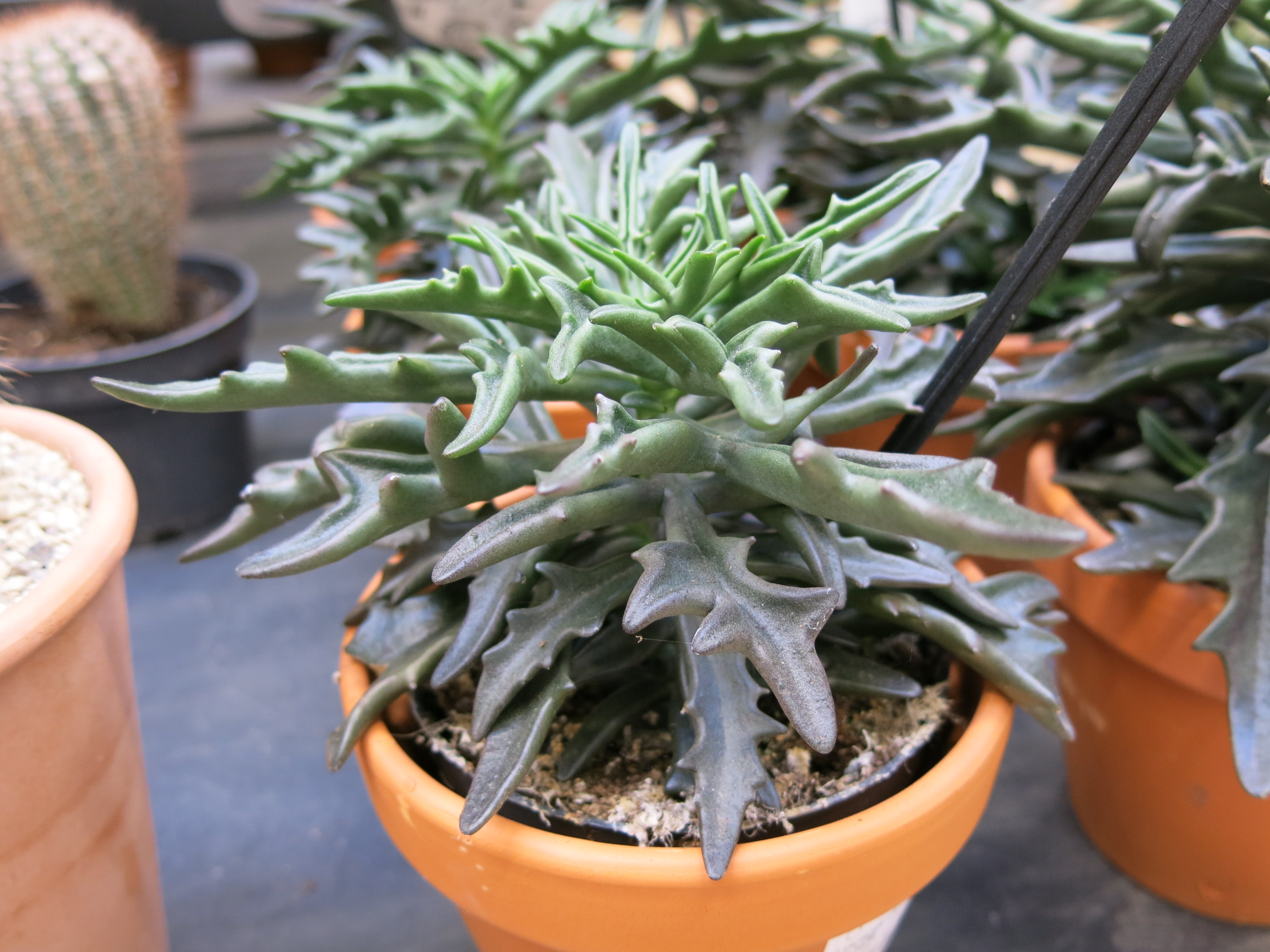
Kalanchoe laciniata

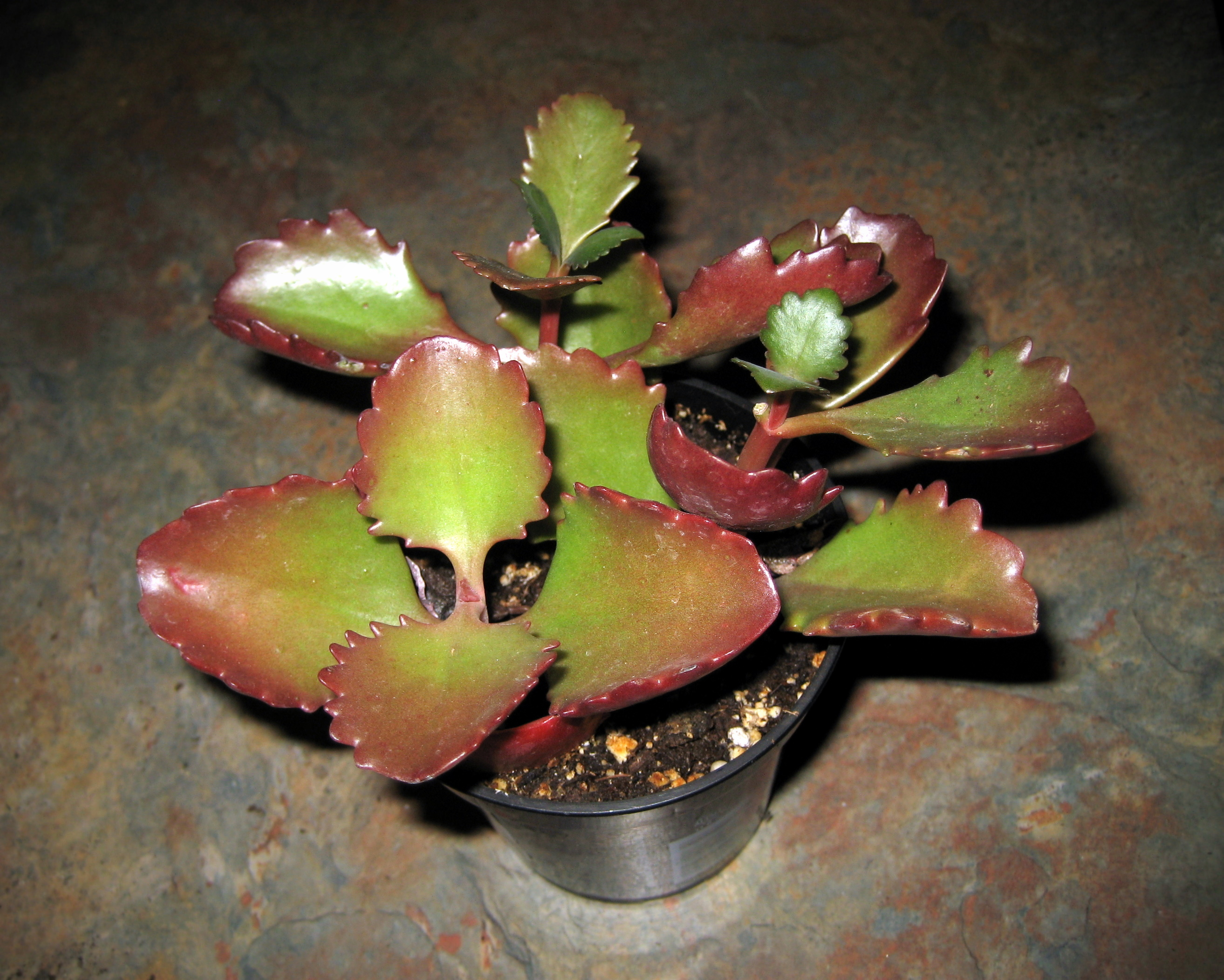
Kalanchoe longiflora

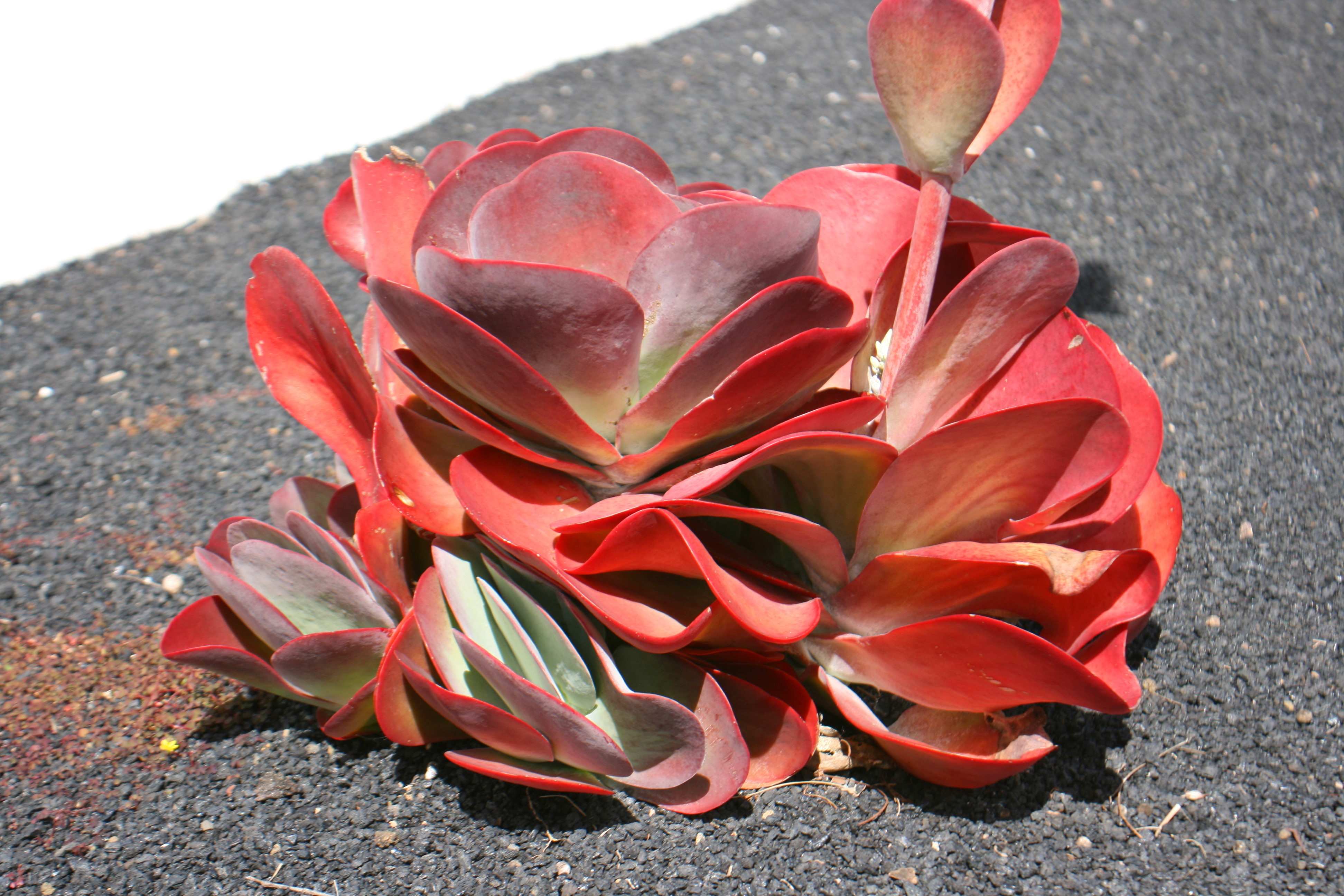
Kalanchoe luciae

Иногда виды рода распределяют по двум секциям — Bryophyllum и Kalanchoe.
Подтвержденные виды по данным сайта Plants of the World Online на 2023 год:
- Kalanchoe adelae Raym.-Hamet
- Kalanchoe aliciae Raym.-Hamet
- Kalanchoe alternans (Vahl) Pers.
- Kalanchoe alticola Compton
- Kalanchoe ambolensis Humbert
- Kalanchoe angolensis N.E.Br.
- Kalanchoe antennifera Desc.
- Kalanchoe arborescens Humbert
- Kalanchoe aromatica H.Perrier
- Kalanchoe aubrevillei Raym.-Hamet ex Cufod.
- Kalanchoe ballyi Raym.-Hamet ex Cufod.
- Kalanchoe beauverdii Raym.-Hamet
- Kalanchoe beharensis Drake
- Kalanchoe benbothae Gideon F.Sm. & N.R.Crouch
- Kalanchoe bentii C.H.Wright ex Hook f.
- Kalanchoe berevoensis Rebmann
- Kalanchoe bergeri Raym.-Hamet & H.Perrier
- Kalanchoe bhidei T.Cooke
- Kalanchoe bipartita Chiov.
- Kalanchoe blossfeldiana Poelln. — Каланхое БлоссфельдаKalanchoe blossfeldiana
- Kalanchoe bogneri Rauh
- Kalanchoe boisii Raym.-Hamet & H.Perrier
- Kalanchoe boranae Raadts
- Kalanchoe bouvetii Raym.-Hamet & H.Perrier
- Kalanchoe brachyloba Welw. ex Britten
- Kalanchoe bracteata Scott Elliot

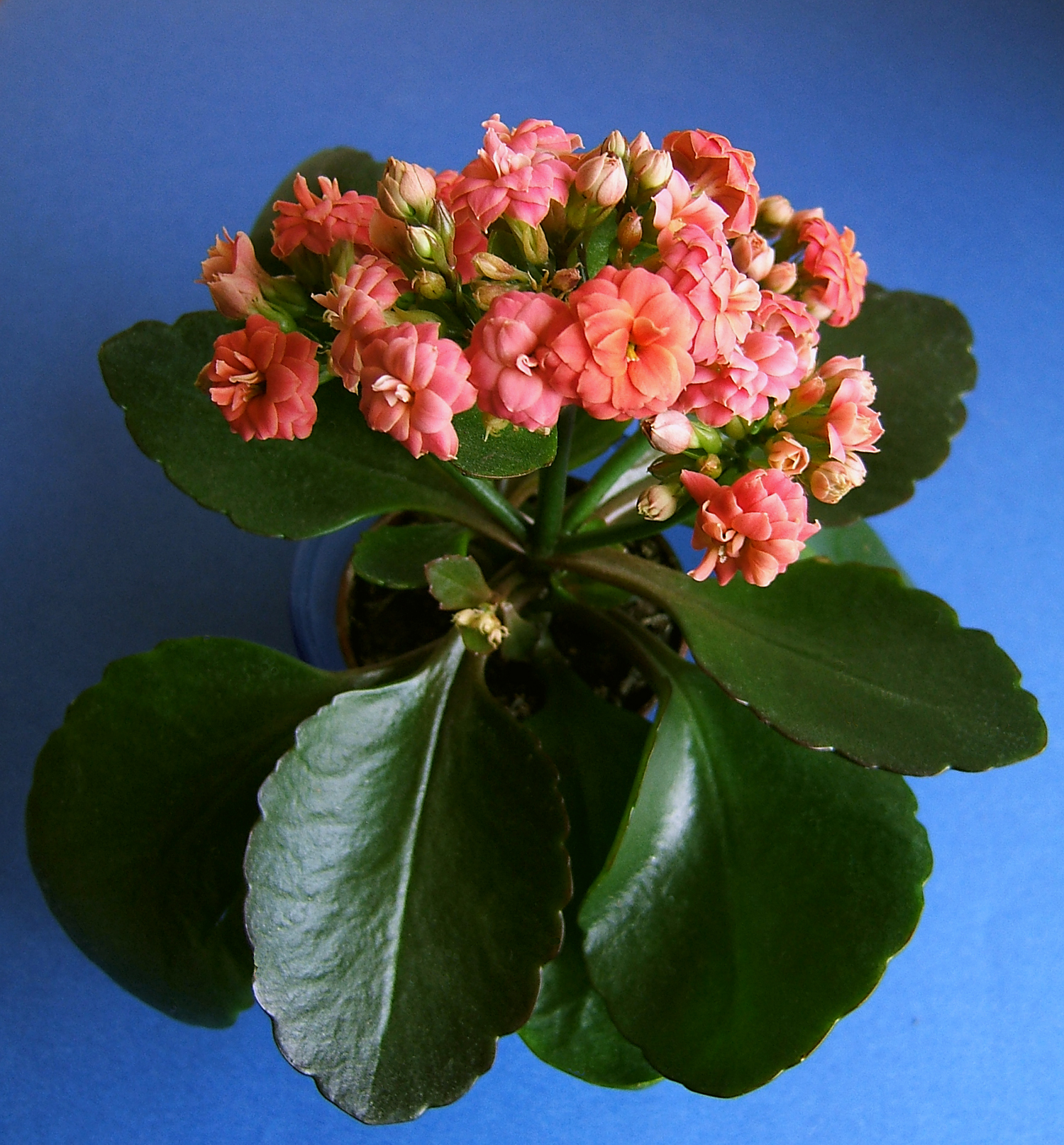
Kalanchoe blossfeldiana

- Kalanchoe brevicalyx (Raym.-Hamet & H.Perrier) Gideon F.Sm. & Figueiredo

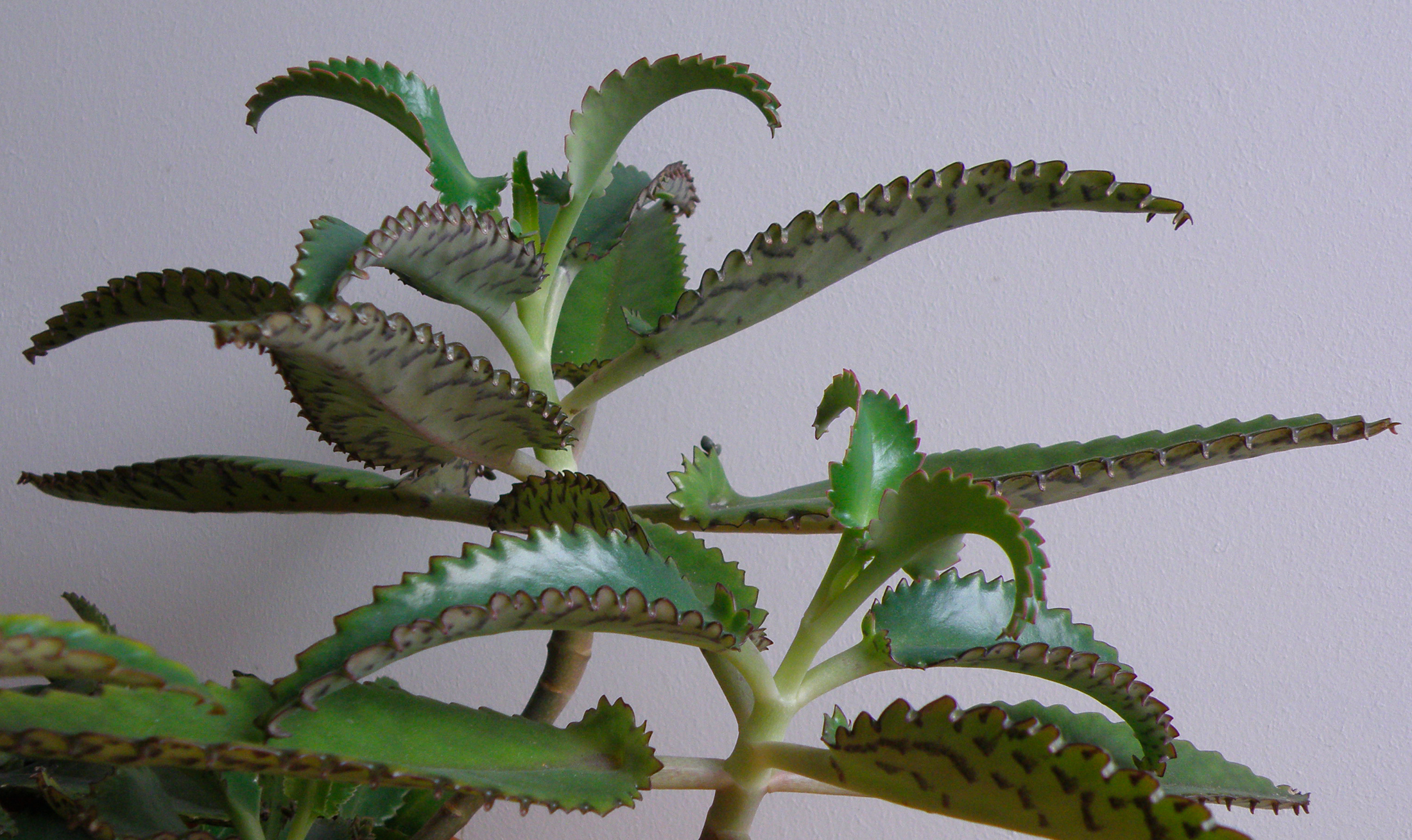
Kalanchoe daigremontiana

- Kalanchoe briquetii Raym.-Hamet
- Kalanchoe campanulata (Baker) Baill.
- Kalanchoe ceratophylla Haw.
- Kalanchoe chapototii Raym.-Hamet & H.Perrier
- Kalanchoe cherukondensis Subba Rao & Kumari
- Kalanchoe chevalieri Gagnep.
- Kalanchoe citrina Schweinf.
- Kalanchoe costantinii Raym.-Hamet
- Kalanchoe craibii Raym.-Hamet
- Kalanchoe crenata (Andrews) Haw.
- Kalanchoe crouchii Gideon F.Sm. & Figueiredo
- Kalanchoe crundallii I.Verd.
- Kalanchoe curvula Desc.
- Kalanchoe cymbifolia Desc.
- Kalanchoe daigremontiana Raym.-Hamet & H.Perrier — Каланхое ДегремонаKalanchoe daigremontiana
- Kalanchoe darainensis D.-P.Klein & Callm.
- Kalanchoe decumbens Compton
- Kalanchoe deficiens (Forssk.) Asch. & Schweinf.
- Kalanchoe delagoensis Eckl. & Zeyh. — Каланхое трубкоцветноеKalanchoe delagoensis
- Kalanchoe densiflora Rolfe
- Kalanchoe dinklagei Rauh
- Kalanchoe dyeri N.E.Br.
- Kalanchoe elizae A.Berger
- Kalanchoe eriophylla Hils. & Bojer ex Tul. — Каланхое пушистолистное
- Kalanchoe fadeniorum Raadts
- Kalanchoe farinacea Balf.f.
- Kalanchoe faustii Font Quer
- Kalanchoe fedtschenkoi Raym.-Hamet & H.Perrier
- Kalanchoe fernandesii Raym.-Hamet

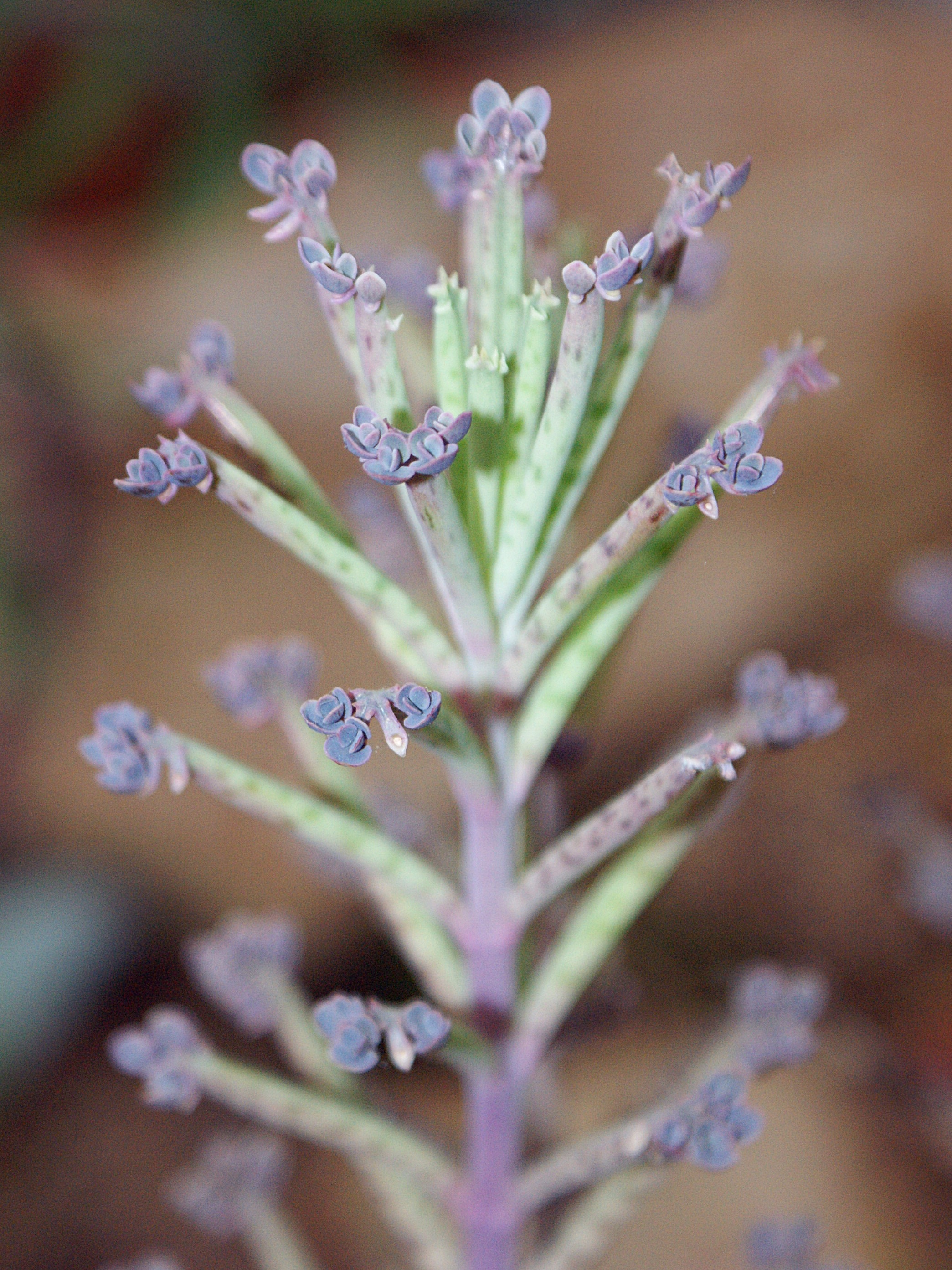
Kalanchoe delagoensis

- Kalanchoe gastonis-bonnieri Raym.-Hamet & H.Perrier

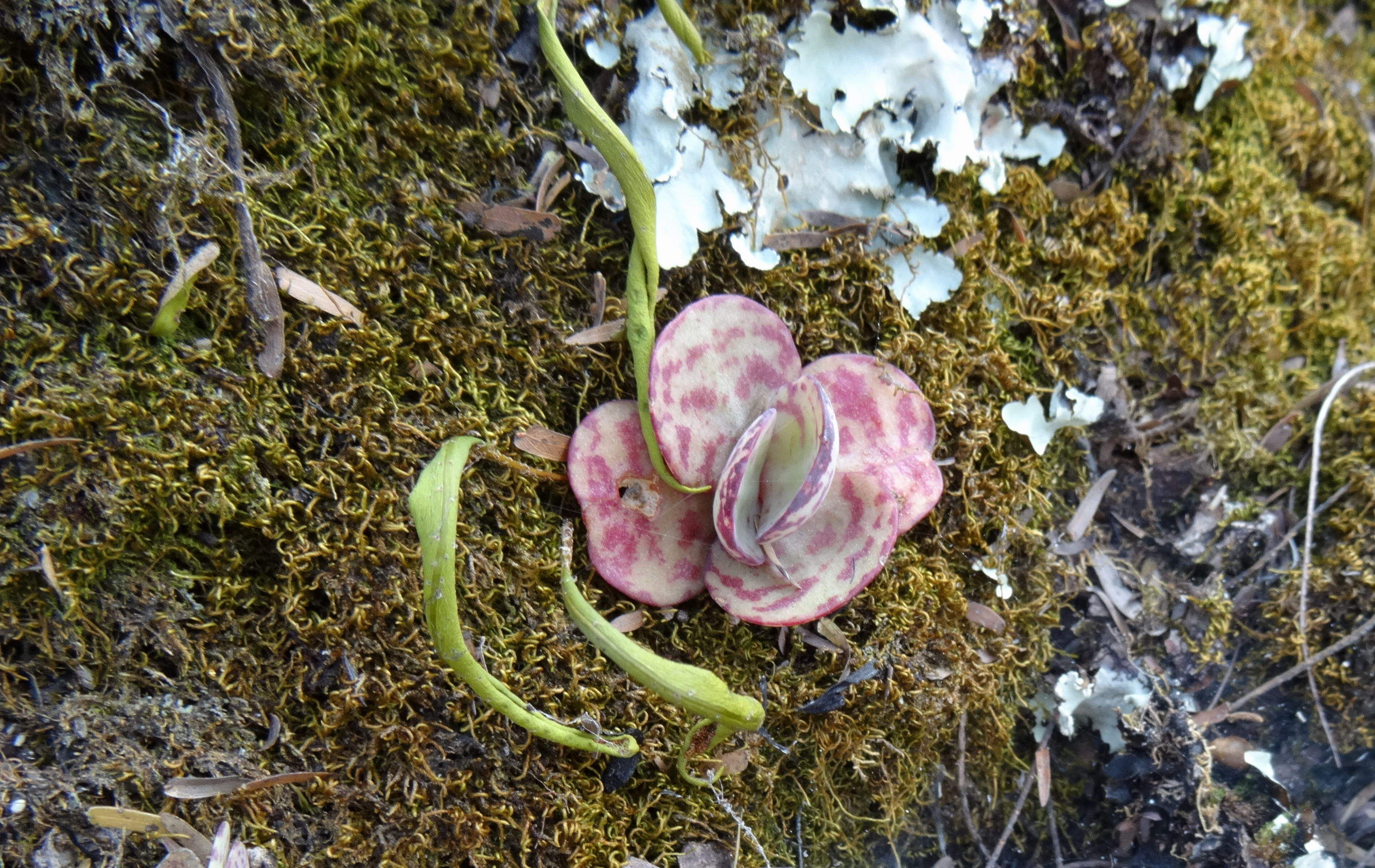
Kalanchoe humilis

- Kalanchoe germanae Raym.-Hamet ex Raadts
- Kalanchoe glaucescens Britten
- Kalanchoe globulifera H.Perrier
- Kalanchoe gracilipes (Baker) Baill.
- Kalanchoe grandidieri Baill.
- Kalanchoe grandiflora Wight & Arn.
- Kalanchoe guignardii Raym.-Hamet & H.Perrier
- Kalanchoe hametiorum Raym.-Hamet
- Kalanchoe hauseri Werderm.
- Kalanchoe hildebrandtii Baill.
- Kalanchoe hirta Harv.
- Kalanchoe humifica Desc.
- Kalanchoe humilis Britten — Каланхое приземистоеKalanchoe humilis
- Kalanchoe hypseloleuce Friis & M.G.Gilbert
- Kalanchoe inaurata Desc.
- Kalanchoe integra (Medik.) Kuntze
- Kalanchoe integrifolia Baker
- Kalanchoe jongmansii Raym.-Hamet & H.Perrier
- Kalanchoe laciniata (L.) DC. — Каланхое дольчатоеtypusKalanchoe laciniata
- Kalanchoe laetivirens Desc.
- Kalanchoe lanceolata (Forssk.) Pers.
- Kalanchoe lateritia Engl.
- Kalanchoe latisepala N.E.Br.
- Kalanchoe laxiflora Baker
- Kalanchoe leblanciae Raym.-Hamet
- Kalanchoe lindmanii Raym.-Hamet
- Kalanchoe linearifolia Drake
- Kalanchoe lobata R.Fern.
- Kalanchoe longiflora Schltr. — Каланхое длинноцветковоеKalanchoe longiflora
- Kalanchoe longifolia E.T.Geddes
- Kalanchoe lubangensis R.Fern.
- Kalanchoe luciae Raym.-Hamet — Каланхоэ ЛюсиKalanchoe luciae
- Kalanchoe macrochlamys H.Perrier
- Kalanchoe mandrarensis Humbert
- Kalanchoe manginii Raym.-Hamet & H.Perrier
- Kalanchoe marmorata Baker — Каланхое мраморноеKalanchoe marmorata
- Kalanchoe marnieriana H.Jacobsen ex L.Allorge

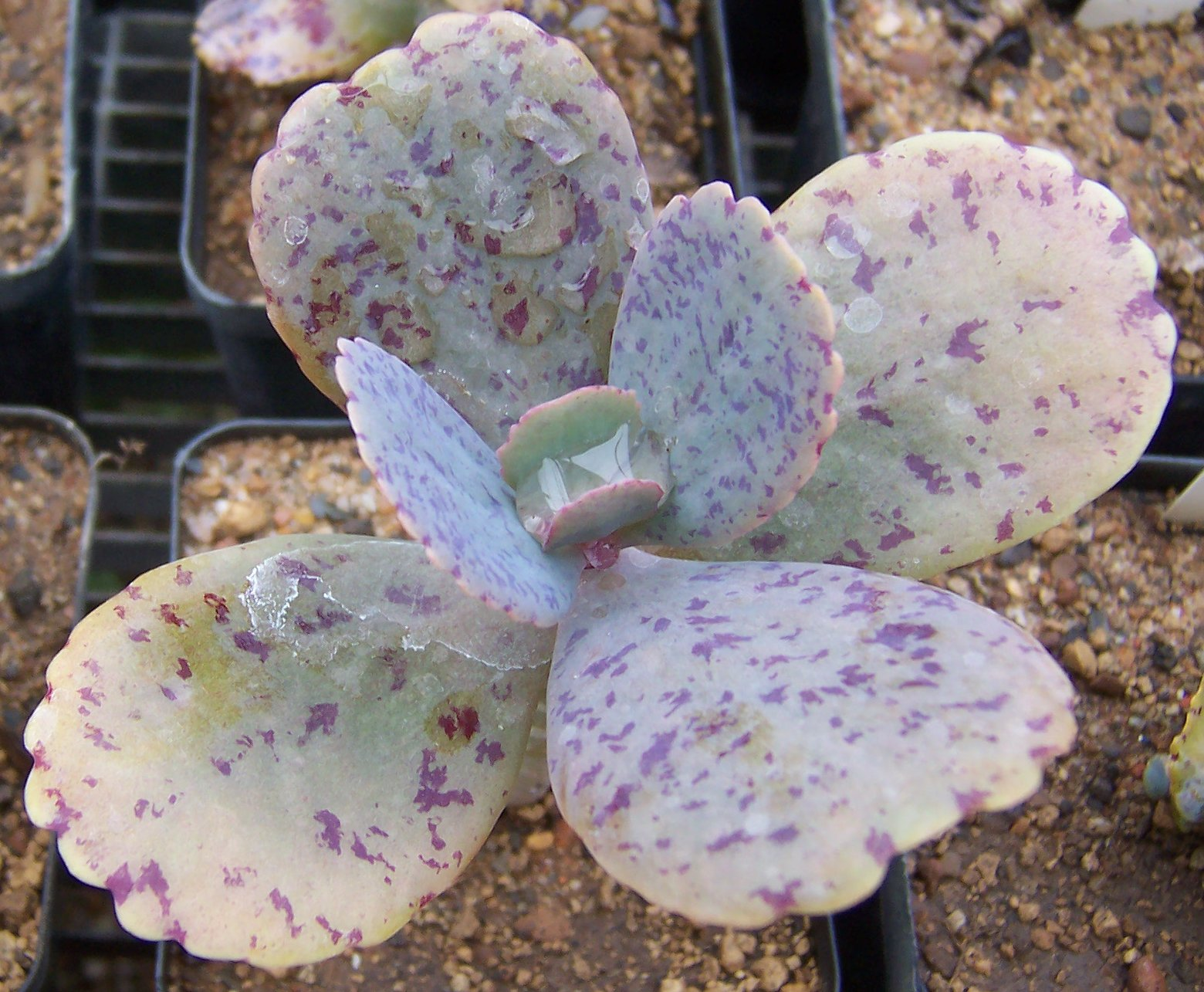
Kalanchoe marmorata

- Kalanchoe maromokotrensis Desc. & Rebmann
- Kalanchoe migiurtinorum Cufod.
- Kalanchoe millotii Raym.-Hamet & H.Perrier
- Kalanchoe miniata Hils. & Bojer ex Tul.
- Kalanchoe mitejea Leblanc & Raym.-Hamet
- Kalanchoe montana Compton
- Kalanchoe mortagei Raym.-Hamet & H.Perrier
- Kalanchoe ndotoensis L.E.Newton
- Kalanchoe neglecta Toelken
- Kalanchoe nyikae Engl.
- Kalanchoe obtusa Engl.
- Kalanchoe olivacea Dalzell
- Kalanchoe orgyalis Baker
- Kalanchoe paniculata Harv.
- Kalanchoe pareikiana Desc. & Lavranos
- Kalanchoe peltata (Baker) Baill.
- Kalanchoe peltigera Desc.
- Kalanchoe perrieri Shtein, Gideon F.Sm. & D.-P.Klein
- Kalanchoe peteri Werderm.
- Kalanchoe petitiana A.Rich.
- Kalanchoe pinnata (Lam.) Pers. — Каланхое перистоеKalanchoe pinnata
- Kalanchoe porphyrocalyx (Baker) Baill.
- Kalanchoe prasina N.E.Br.
- Kalanchoe prittwitzii Engl.

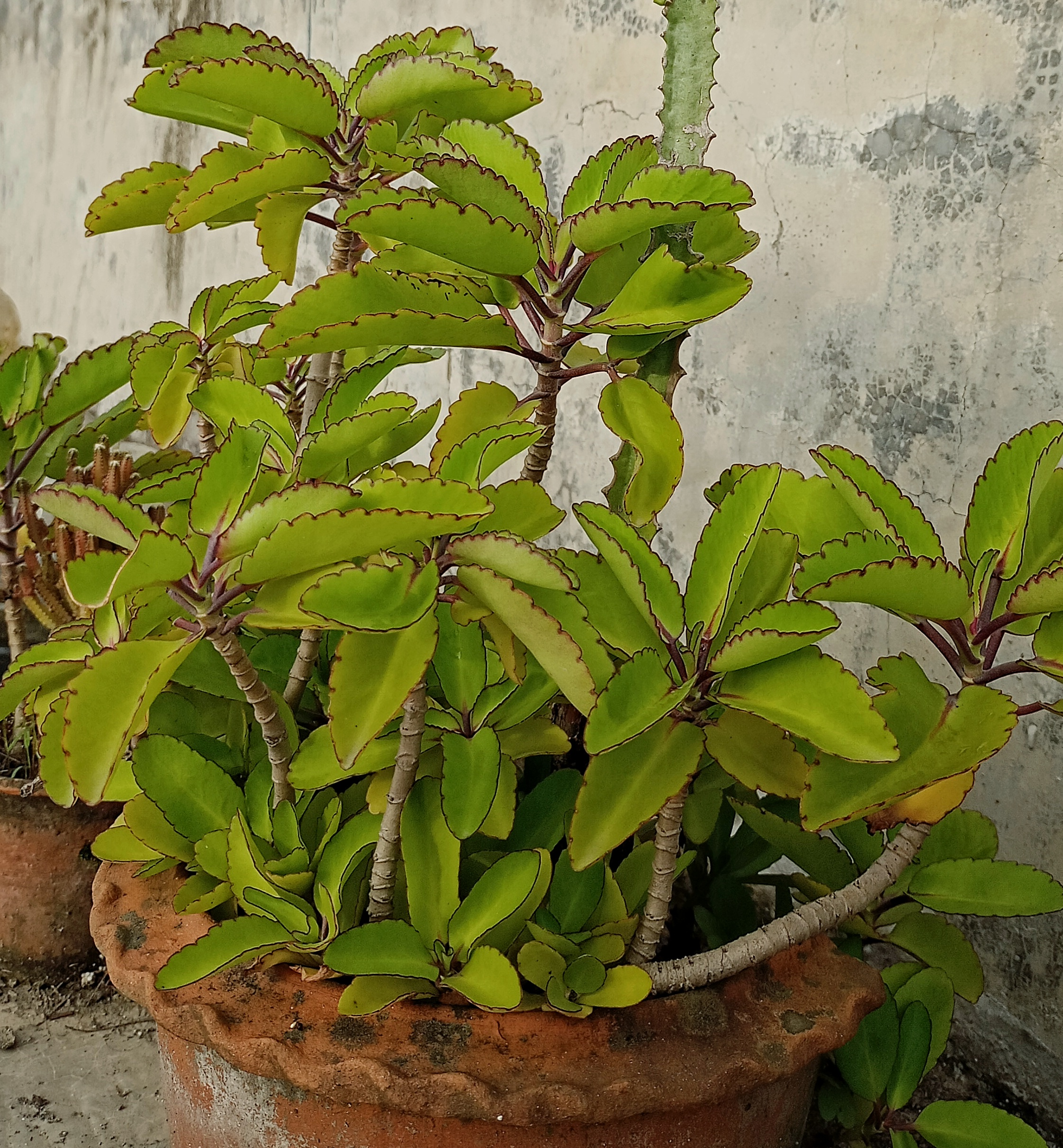
Kalanchoe pinnata

- Kalanchoe prolifera (Bowie ex Hook.) Raym.-Hamet
- Kalanchoe pseudocampanulata Mannoni & Boiteau
- Kalanchoe pubescens Baker
- Kalanchoe pumila Baker
- Kalanchoe quadrangularis Desc.
- Kalanchoe quartiniana A.Rich.
- Kalanchoe rebmannii Desc.
- Kalanchoe rhombopilosa Mannoni & Boiteau — Каланхое ромбовидно-волосистоеKalanchoe rhombopilosa
- Kalanchoe robusta Balf.f.

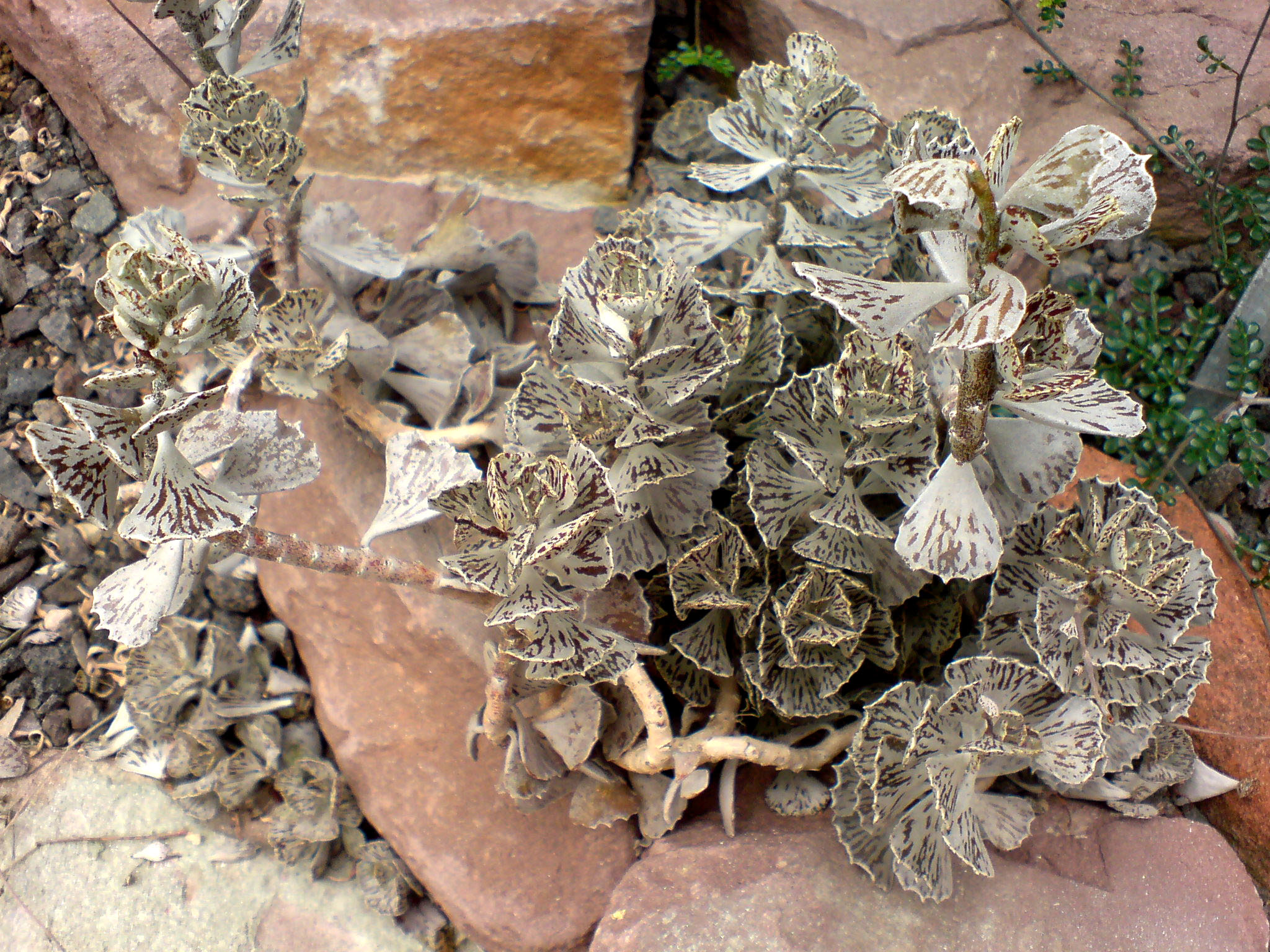
Kalanchoe rhombopilosa

- Kalanchoe rolandi-bonapartei Raym.-Hamet & H.Perrier

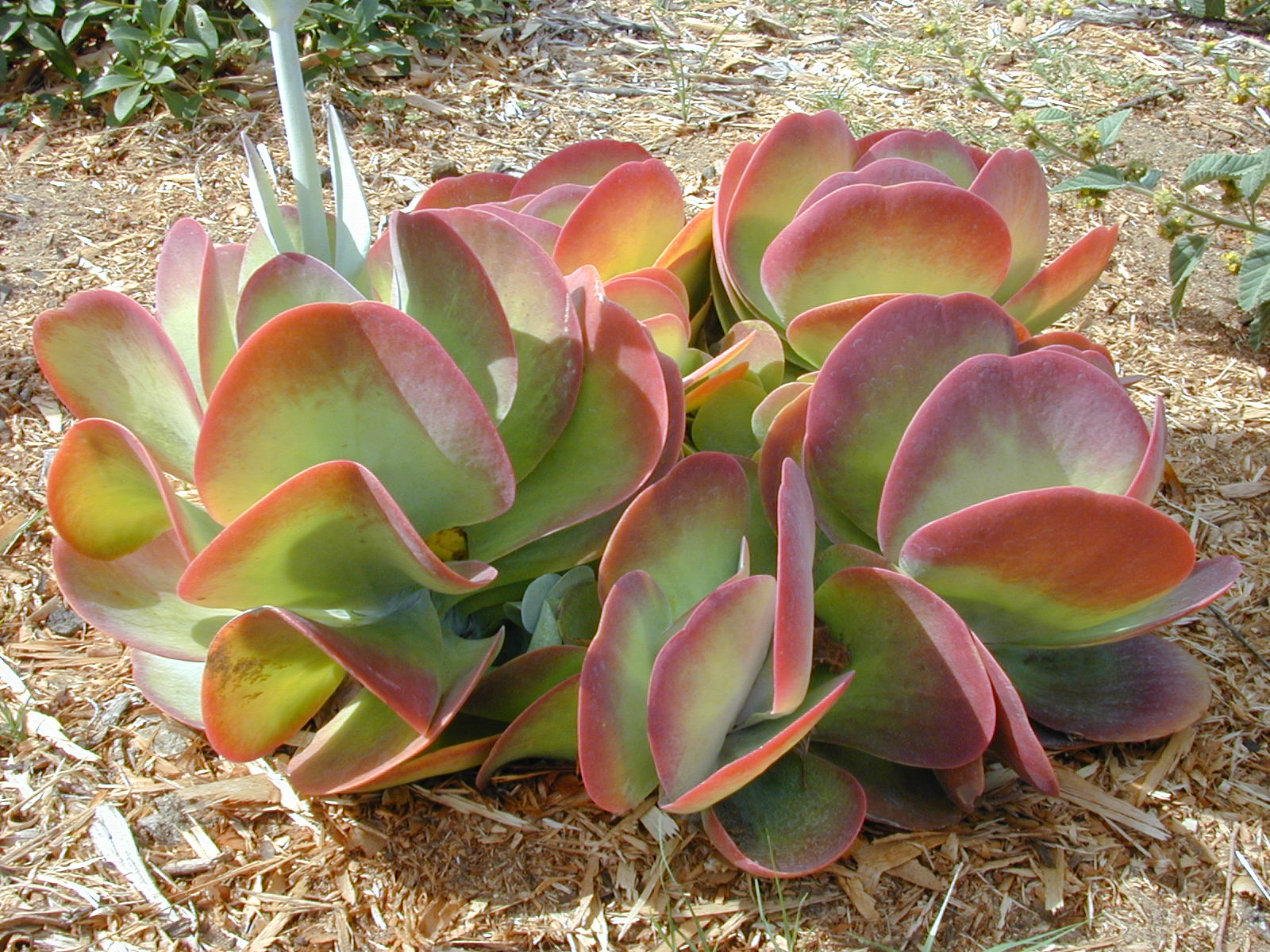
Kalanchoe thyrsiflora

- Kalanchoe rosea C.B.Clarke
- Kalanchoe rosei Raym.-Hamet & H.Perrier
- Kalanchoe rotundifolia (Haw.) Haw.
- Kalanchoe rubella (Baker) Raym.-Hamet
- Kalanchoe salazarii Raym.-Hamet
- Kalanchoe sanctula Desc.
- Kalanchoe scandens H.Perrier
- Kalanchoe scapigera Welw. ex Britten
- Kalanchoe schimperiana A.Rich.
- Kalanchoe schizophylla (Baker) Baill.
- Kalanchoe schliebenii Werderm.
- Kalanchoe serrata Mannoni & Boiteau
- Kalanchoe sexangularis N.E.Br.
- Kalanchoe stenosiphon Britten
- Kalanchoe streptantha Baker
- Kalanchoe suarezensis H.Perrier
- Kalanchoe subrosulata Thulin
- Kalanchoe synsepala Baker
- Kalanchoe tachingshuii S.S.Ying
- Kalanchoe tashiroi Yamam.
- Kalanchoe teixeirae Raym.-Hamet ex R.Fern.
- Kalanchoe tenuiflora Desc.
- Kalanchoe tetramera E.T.Geddes
- Kalanchoe tetraphylla H.Perrier
- Kalanchoe thyrsiflora Harv.Kalanchoe thyrsiflora
- Kalanchoe tomentosa Baker — Каланхое войлочноеKalanchoe tomentosa
- Kalanchoe torrejacqii Shtein & Gideon F.Sm.
- Kalanchoe tuberosa H.Perrier
- Kalanchoe uniflora (Stapf) Raym.-Hamet
- Kalanchoe usambarensis Engl. & Raym.-Hamet

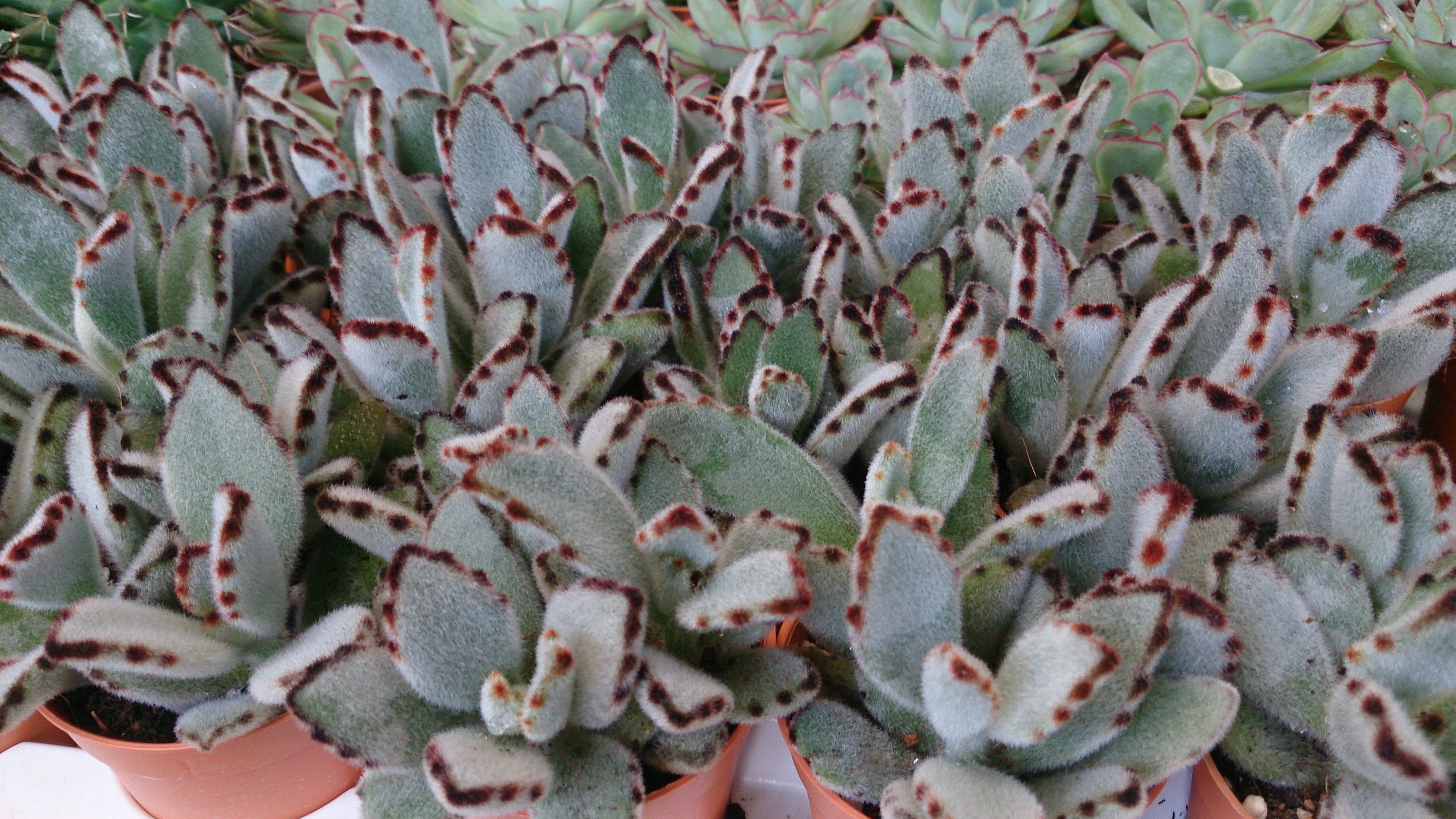
Kalanchoe tomentosa

- Kalanchoe variifolia (Guillaumin & Humbert) Shtein, D.-P.Klein & Gideon F.Sm.
- Kalanchoe velutina Welw. ex Britten
- Kalanchoe viguieri Raym.-Hamet & H.Perrier
- Kalanchoe waldheimii Raym.-Hamet & H.Perrier
- Kalanchoe waterbergensis van Jaarsv.
- Kalanchoe welwitschii Britten
- Kalanchoe wildii Raym.-Hamet ex R.Fern.
- Kalanchoe winteri Gideon F.Sm., N.R.Crouch & Mich.Walters
- Kalanchoe yemensis (Deflers) Schweinf.

Подтвержденные гибриды по данным сайта Plants of the World Online на 2023 год:
- Kalanchoe × auriculata (Raadts) V.V.Byalt
- Kalanchoe × descoingsii Shtein, Gideon F.Sm. & J.Ikeda
- Kalanchoe × estrelae Gideon F.Sm.
- Kalanchoe × flaurantia Desc.
- Kalanchoe × gunniae Gideon F.Sm. & Figueiredo
- Kalanchoe × houghtonii D.B.Ward
- Kalanchoe × lokarana Desc.
- Kalanchoe × poincarei Raym.-Hamet & H.Perrier
- Kalanchoe × rechingeri Raym.-Hamet ex Rauh & Hebding
- Kalanchoe × richaudii Desc.